# Chez Hélène

Chez Hélène était une émission de télévision jeunesse canadienne produite et télédiffusée par CBC Television. Cette émission journalière de 15 minutes était diffusée sur le réseau anglophone pour habituer les téléspectateurs au français. 
Produit au studio montréalais de CBC, elle a débuté le 26 novembre 1959 et s'est terminé le 25 mai 1973, après 14 années de diffusion. 
Hélène Baillargeon tenait le rôle principal, alors que Madeleine Kronby tenait le rôle de Louise, une femme bilingue. Une marionnette personnifiant une souris parlait en général en anglais.
En novembre 1972, le BBM rapportait que cette émission attirait 437 000 téléspectateurs, ce qui était notable. Cependant, les responsables de la CBC ont annulé la série en affirmant qu'elle avait épuisé le sujet et que 1, rue Sésame, diffusé sur le même réseau, contiendrait cinq minutes d'échanges en français.

## Sources
1. ↑  Blaik Kirby, (en) Sesame Street, 'old age' killing off Chez Helene, The Globe and Mail, 26 février 1973, p.13